# MBAND
MBAND (Russisch: Эмбэ́нд) is een Russische boyband bestaande uit de Russische Nikita Kiosse, de Kazachse Anatoli Tsoj en de Oekraïense Artjom Pindjoera.

## Geschiedenis

### Ontstaan
In 2013 hield producer Konstantin Meladze een talentenjacht waarin hij de nieuwe leden voor zijn meidengroep VIA Gra zocht. Een jaar later herhaalde hij het concept, maar met een boyband, onder de naam Chotsjoe k Meladze (Ik wil bij Meladze). De show werd uitgezonden in vier landen: Rusland, Oekraïne, Wit-Rusland en Kazachstan. Tijdens de audities zongen de deelnemers tegenover een jury bestaande uit zes artiesten die bij het platenlabel van Meladze hoorden, waarvan drie mannelijke artiesten en drie vrouwelijke. De vrouwelijke juryleden (Polina Gagarina, Jeva Polna en Anna Sedokova) konden de deelnemers niet horen, maar wel zien, terwijl de mannelijke juryleden (Sergej Lazarev, Timati en Vladimir Presnjakov de deelnemers wel konden horen, maar niet konden zien. 
Na de verschillende rondes werden uiteindelijk twee bands gevormd voor de finaleronde: de ene bestond uit Markus Riva, Svjatoslav Stepanov, Vjatsjeslav Basjoel en Grigori Joertsjenko en de andere uit Vladislav Ramm, Nikita Kiosse, Anatoli Tsoj en Artjom Pindjoera. Ramm, Kiosse, Tsoj en Pindjoera wonnen de competitie uiteindelijk. 

### Successen in eerste jaar
Na de formatie van de band in november 2014 werd de winnaarssingle Ona vernjotsa uitgebracht. De single werd een succes en kwam zowel in Oekraïne als in Rusland bovenaan in de hitlijsten. Later in 2015 volgden de singles Daj mne, Posmotri na menja en Tsjego ty chotsjesj?. In de videoclip van Posmotri na menja speelde zangeres Njoesja de hoofdrol. De groep werd in zijn eerste bestaansjaar onderscheiden met enkele muziekprijzen, onder andere de prijzen Ontdekking van het Jaar en Lied van het Jaar tijdens de Eerste Russische Nationale Muziekprijzen. De groep won de categorie Best Russian Act tijdens de MTV Europe Music Awards 2015. 

### Vertrek van Ramm en doorstart als trio
Op 12 november 2015 werd bekendgemaakt dat Vladislav Ramm uit de groep was verwijderd door Konstantin Meladze wegens wangedrag en een gebrek aan professionaliteit. Pindjoera, Kiosse en Tsoj gingen door als trio. Met medewerking van het kanaal STS (СТС) maakte MBAND verschillende reality shows, zoals Novy God s MBAND (Nieuwjaar met MBAND), Nevesta Dlja MBAND (Bruid voor MBAND) en Vsja pravda o MBAND (De waarheid van MBAND). In 2016 bracht de groep hun debuutalbum Bez filtrov uit.

## Leden

### Huidige leden
- Anatoli Vasiljevitsj Tsoj (Russisch: Анатолий Васильевич Цой) werd geboren op 23 juli 1989 in Alma-Ata in de Sovjet-Unie, in het huidige Kazachstan. In 2003 deed Tsoj mee aan de Moderne Delphische Spelen in Düsseldorf en kreeg de bronzen medaille in de categorie estrada.[7] Drie jaar later nam hij deel aan SuperStar KZ, de Kazachse versie van Pop Idol en werd uiteindelijk vijfde.  Als deel van de groep National deed Tsoj in 2011 mee aan de Kazachse versie van The X Factor. De groep eindigde bij de laatste vijftien.
- Artjom Viktorjevitsj Pindjoera (Russisch: Артём Викторович Пиндюра) werd geboren op 13 februari 1990 in Kiev. Voordat Pindjoera in de groep kwam was hij actief als rapper. Hij schreef de raptekst van het nummer Ona vernjotsa zelf.
- Nikita Vjatsjeslavovitsj Kiosse (Russisch: Никита Вячеславович Киоссе) werd op 13 april 1998 geboren in Rjazan, Rusland. Kiosse nam van kinds af aan deel aan verschillende zangwedstrijden. Hij verhuisde in zijn tienerjaren naar Oekraïne. Hij probeerde Oekraïne te vertegenwoordigen op het Junior Eurovisiesongfestival 2012 met het liedje Ikar, maar de zegepalm ging naar Anastasija Petryk. Hierna nam hij deel aan The Voice Kids, waar hij deel uit maakte van het team van Tina Karol. Hij haalde de finale.

### Oud-lid
- Vladislav Aleksejevitsj Ramm (Russisch: Владислав Алексеевич Рамм) werd geboren op 17 september 1995 in Kemerovo, Rusland. Nadat hij op 12 november door producer Konstantin Meladze uit de band was gezet wegens "gebrek aan professionaliteit"[3], ging Ramm verder als solozanger en bracht eind 2016 zijn eerste solo-album uit.[8]

## Discografie

### Albums
- Bez filtrov (2016)
- Akoestika (2016)
- Grubyi vozrast (2017)

### Singles
- Ona vernjotsa (2014)
- Daj mne (2015)
- Posmotri na menja (2015)
- Tsjego ty chotsjesj? (2015)
- Vsjo ispravit (2016)
- Podnimi glaza (2016)
- Nevynosimaja (2016)
- Balerina (2016)
- Pravilnaja devotsjka (2017)
- Ne pobedil (2017)
- Pomedlennee (2017)